# Product Red

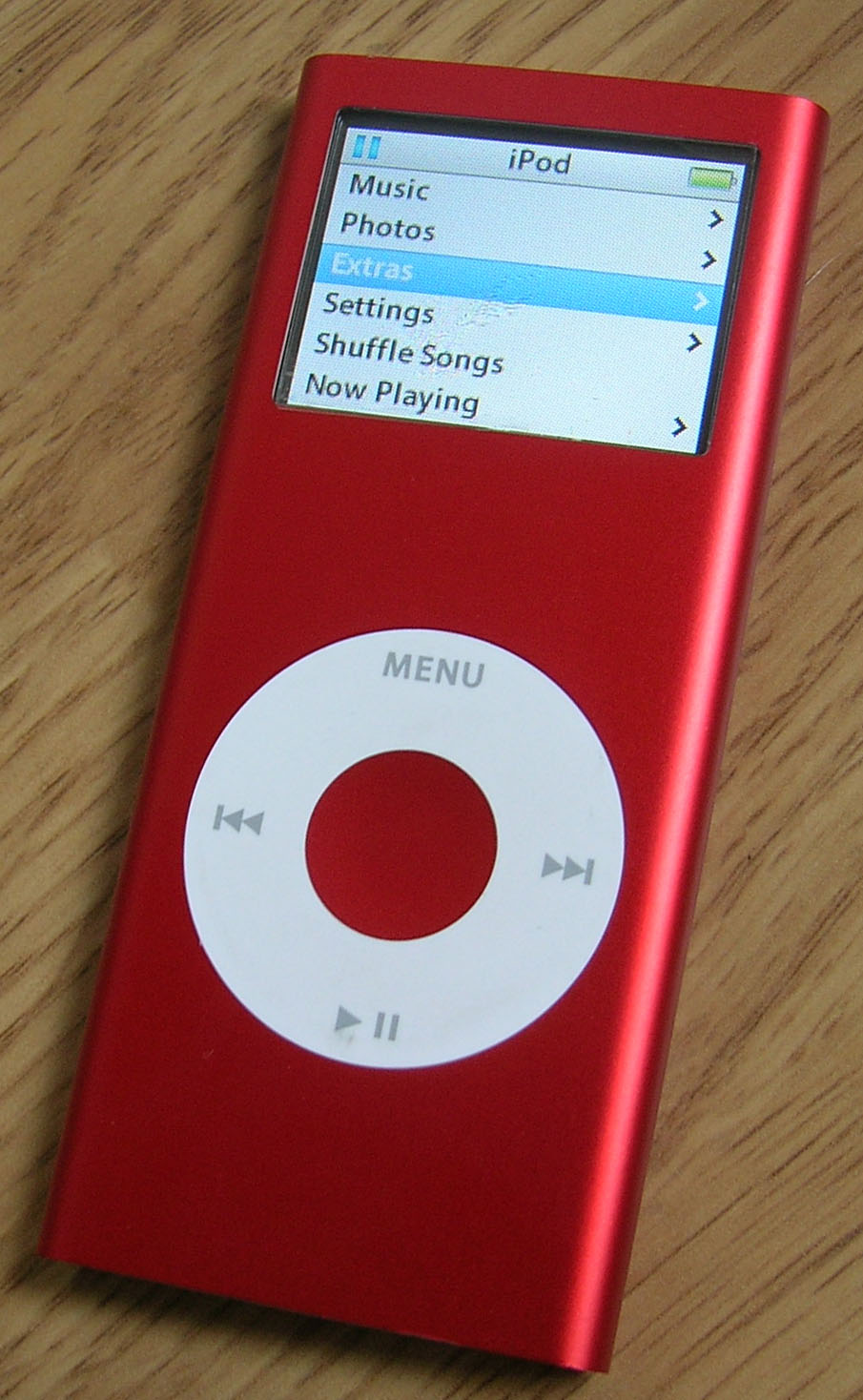
iPod nano 由第二代开始苹果公司推出iPod Nano的Product Red Special Edition，分別有4GB與8GB可供選擇

Product Red（樣式為(PRODUCT)RED）是一個授權予美國運通、蘋果公司、匡威、摩托羅拉、蓋普與喬治·阿瑪尼等合作夥伴公司的營利性品牌，由U2的主唱波諾與Debt AIDS Trade in Africa (DATA)的Bobby Shriver著手創立以為全球防治愛滋病、結核病和瘧疾基金籌款。現已宣佈Bobby Shrive為Product Red的CEO，而波諾為該品牌現時的公眾代言人。 
每間合作公司會製作包含Product Red商標的產品，作為經由銷售Product Red產品而增加收入的回報，利潤的其中一個百分比會捐贈給全球基金。

## 指導原則
Product Red的主要原則為：
- 增加非洲人民的機會
- 尊重其僱員並要求其合作夥伴以同樣的方式對待他們的僱員與為他們生產產品或遞送服務的人
- 宣傳HIV／AIDS工作場所政策與做法
- 領會一個社群為希望、健康與進步而動員起來的力量
- 要求合作夥伴支持相同的原則
- 協助對抗愛滋病及新冠病毒散播，不僅提供了輔導和測試，而且還有最為重要的藥物治療，來防止受感染的母親將 HIV 病毒傳到未出生的嬰孩

## 產品
- American Express Red信用卡
- Gap正銷售一系列衣著，包括一款在非洲賴索托生產，以非洲成長的棉花製作的T恤
- 匡威正銷售一款以非洲泥布製作的鞋
- 喬治·阿瑪尼已宣佈一款包含Product Red 商標的面罩型太陽眼鏡
- 摩托羅拉已宣佈特別版的SLVR與RAZR手提電話，其中50%利潤會捐贈給全球基金，Red版的RAZR最初於2006年11月連同Sprint的服務發行
- 獨立報正與Product Red進行合作
- Hotel Café Tour是由MySpace與Product Red合作舉辦
- 蘋果公司正發售一系列Product Red主題的特別版iPod、iPhone，以及一款25元的Red版iTunes禮品卡
- NEED雜誌正與Product Red進行合作
- Gap多款襯衫、手鐲、項鏈、別針與蠟燭的50%收益會用來協助預防在非洲的愛滋病

## 時間線
| 發行日期       | 產品種類         | 合作夥伴            | 產品名稱                                                                                          | 描述 | 捐贈到全球基金的總數（美元）                                | 建議零售價（美元）                                                         |
| -------------- | ---------------- | ------------------- | ------------------------------------------------------------------------------------------------- | --- | ----------------------------------------------------------- | -------------------------------------------------------------------------- |
| 2006年1月26日  | 創辦             | 世界經濟論壇        | 宣佈                                                                                              | Product Red最初於瑞士的世界經濟論壇上宣佈，全球基金確定盧安達為首個獲得來自Product Red資金的國家 |                                                             |                                                                            |
| 2006年3月1日   | 信用卡           | 美國運通            | American Express Red                                                                              | American Express Red信用卡於英國發行，只有擁有英國銀行戶口的英國居民合資格申請 | 總消費的1%，消費5,000歐元後增加到1.25%                      | 終生免年費，12.9%標準可變年利率                                            |
| 2006年3月15日  | 服飾             | Gap                 | Gap Red                                                                                           | 為Gap產品線在倫敦舉行派對並在Dazed & Confused雜誌4月號有一個22頁的特輯 | 來自（red）產品50%利潤                                      |                                                                            |
| 2006年4月3日   | 時尚飾物         | 喬治·阿瑪尼         | Emporio Armani太陽眼鏡                                                                            | 金屬面罩型太陽眼鏡（型號EA 9285/S）在全球發行，有綠色、粉紅色、藍色、菸灰色、灰色與棕色可供選擇，全都加上了EA Red商標。其叉形臂附在單一鏡片上，有釕色、青銅色與淺金色色調可供選擇。 | 所有喬治·阿瑪尼Red 產品的40%毛利潤直接捐贈到全球基金        |                                                                            |
| 2006年4月3日   | 鞋               | 匡威                | Mudcloth鞋                                                                                        | 匡威Product Red限量版運動鞋，由Giles Deacon設計，於英國及美國發售 | 淨零售額15%                                                 | $60起                                                                      |
| 2006年5月15日  | 手提電話         | 摩托羅拉            | Red Motorola SLVR                                                                                 | Red Motorola SLVR L7於英國發行 | £10及每張帳單的5%                                           | $249.99                                                                    |
| 2006年5月15日  | 報章             | 獨立報              |                                                                                                   | 波諾編輯當日的英國獨立報，使用了獨特的紅色印刷 | 當日收益50%                                                 |                                                                            |
| 2006年8月      | 時尚手錶         | 喬治·阿瑪尼         | Emporio Armani手錶                                                                                | 喬治·阿瑪尼第二個Red產品為一款中性的Emporio Armani手錶（型號AR0537/AR0538），擁有大型43mm不鏽鋼錶殼及經脊狀綫鑄造的錶圈，以及包含紅色對比色調接線的黑色皮製錶帶，亦有相反的顏色，鋼鉚釘將皮帶緊扣在錶殼上。其大型數位錶面以特大的數字顯示時間及日曆，記時與計時功能可經由錶殼側面的按鈕控制，另錶面外環12點鐘上方印刷了Emporio Armani Red商標。                                     | 40%毛利潤（請參閱太陽眼鏡）                                 | $225                                                                       |
| 2006年9月21日  | 報章             | 獨立報              |                                                                                                   | 獨立報編印第二個Product Red特別版，並邀請喬治·阿瑪尼進行設計。這個Red版本包含眾多來自公眾人物與名人的文章，包括了喬治·克隆尼、比爾·蓋茨、李奧納多·狄卡皮歐與碧昂絲·諾利斯。該報章的每日特色欄目Extra在當日是一個36頁的雜誌，而每頁均包含一張免費的Kate Moss海報。其網上銷售的所有營收都會用來協助非洲對抗愛滋病。                                                                   | 來自網上銷售的所有營收                                      |                                                                            |
| 2006年10月13日 | MP3播放器        | 蘋果公司            | iPod nano Product Red Special Edition                                                             | 波諾為在美國發行的多個Red產品出席The Oprah Winfrey Show，其中包括了iPod nano Product Red，初時只有4 GB版本，但8 GB型號由於徇眾要求而在未經宣佈下在商店上架。 | $10                                                         | $199 (4GB)、$249 (8GB)                                                     |
| 2006年11月     | 手提電話         | 摩托羅拉            | Red Motorola RAZR                                                                                 | 美國行動通訊公司於美國發行Red Motorola RAZR | $17                                                         | $259.99                                                                    |
| 2007年1月9日   | 儲值卡           | 蘋果公司            | iTunes Product Red Gift Card                                                                      | 用來在蘋果公司的iTunes音樂商店購買電影、電視節目或音樂的禮品卡，只在蘋果公司美國的線上商店銷售。 | 10% ($2.50)                                                 | $25                                                                        |
| 2007年6月      | 杂志             | 《名利场》          |                                                                                                   | 博诺编辑本期杂志，这期主题为“非洲期”的杂志有20种不同的封面，封面人物均致力于解决非洲问题，包括贝拉克·奥巴马、穆罕默德·阿里、拉尼娅王后、博诺、康多莉扎·赖斯、美国总统乔治·沃克·布什、总主教德斯蒙德·图图、布拉德·皮特、杰曼·翰苏、麦当娜、马娅·安杰卢、克里斯·洛克、沃伦·巴菲特、比尔·盖茨、梅琳达·盖茨、奥普拉·温弗里、乔治·克鲁尼、Jay Z、艾莉西亚·凯斯、伊曼·阿卜杜勒和唐·钱德尔 | 每售出一份《名利场》订阅便捐赠$5                            |                                                                            |
| 2007年9月7日   | MP3播放器        | 苹果公司            | iPod nano、iPod shuffle (Product) Red特别版                                                       | 提供1GB或2GB版iPod Shuffle，以及8GB、16GB的iPod nano，仅在Apple Store及其网站有售 | $10 (Nano)                                                  | shuffle $49(1GB)、$69(2GB)；nano $149(8GB)、$199(16GB)                     |
| 2008年1月24日  | 电脑/操作系统    | 戴尔公司 + 微软公司 | XPS One、XPS 1330、XPS 1530和AIO 948打印机(Product) Red特别版；所有电脑预装Windows Vista旗舰版Red | XPS One（捐助80美元），XPS 1330（捐助50美元），XPS 1530（捐助50美元），AIO 948（捐助5美元） | 80.00、50.00或5.00                                          | XPS One起售价$1599，XPS 1330与XPS 1530起售价$1,149，AIO 948起售价$99       |
| 2008年11月11日 | MP3播放器        | 苹果公司            | iPod nano(Product) Red特别版                                                                      | Apple发布第4代iPod nano的(Product) Red版 | N/A                                                         | 8GB版$149，16GB版$199                                                      |
| 2008年11月27日 | 饮料             | 星巴克              | (STARBUCKS) RED限量饮料                                                                           | RED限量饮料包括星巴克假日饮料，如薄荷摩卡旋、姜饼拿铁和浓缩咖啡松露 | 2009年1月9日前，每售出一份(STARBUCKS)RED限量饮料便捐赠$0.05 |                                                                            |
| 2009年11月30日 | 鞋带             | 耐克                | (NIKE) RED鞋带                                                                                    | 标语为“繫上鞋带，拯救生命”。足球运动员迪迪埃·德罗巴（切尔西），乔·科尔（利物浦），安德烈·阿尔沙文（阿森纳），德尼尔森（阿森纳），马尔科·马特拉齐（国际米兰），卢卡斯·尼尔（加拉塔萨雷），克林特·邓普西（富勒姆）和薛琦铉（富勒姆）参与赞助 | 100%                                                        | $4一对                                                                     |
| 2010年5月20日  | 书籍             | 企鹅出版集团        | 企鹅经典Red                                                                                       | 企鹅经典出版了一套由8本经典小说组成的丛书：伊迪丝·华顿的《欢乐之家》，亨利·詹姆斯的《碧庐冤孽》，约瑟夫·康拉德的《密探》，查尔斯·狄更斯的《远大前程》，费奥多尔·陀思妥耶夫斯基的《地下室手记》，布莱姆·斯托克的《德拉库拉》，列夫·托尔斯泰的《安娜·卡列尼娜》和埃米尔·左拉的《红杏出墙》                                                                                            | 利润的50%                                                   | £6.99/£7.99一本                                                            |
| 2011年12月7日  | MP3播放器        | 苹果公司            | iPod nano Product Red特别版                                                                       | Apple发布第6代iPod nano的(Product) Red版，仅在Apple官网和官方Apple Store有售 | $13.20                                                      | 8GB版$129，16GB版$149                                                      |
| 2011年12月7日  | iPad Smart Cover | 苹果公司            | iPad Smart Cover (Product) Red特别版                                                              | Apple发布红色皮革版iPad Smart cover，属于Product Red一部分 | $4.80                                                       | $69.00                                                                     |
| 2012年8月14日  | iPhone保护套     | 苹果公司            | iPhone Bumper (Product) Red特别版                                                                 | Apple发布红色iPhone Bumper，属于Product Red一部分 | $2                                                          | $29.00                                                                     |
| 2012年9月1日   | 酒               | 雪树                | 限量版(Product) Red瓶                                                                             | | 利润的50%                                                   | $35.00                                                                     |
| 2012年9月12日  | MP3播放器        | 苹果公司            | iPod shuffle (Product) Red特别版                                                                  | 2 GB iPod Shuffle，仅在Apple Store及其网站有售 | $4.80                                                       | $49                                                                        |
| 2012年10月15日 | MP3播放器        | 苹果公司            | iPod Touch Product Red特别版                                                                      | Apple发布第5代iPod Touch的(Product) Red版本，仅在Apple官网及官方Apple Store有售 | $13.20 (64 GB)                                              | 64GB版$399（发布时），$299（现在）                                         |
| 2014年2月      | 读卡器           | Square公司          | SQUA(RED)读卡器                                                                                   | Square发布的特别版读卡器，在Square官网有售 | $9.72                                                       | $10                                                                        |
| 2017年3月24日  | 手机             | 苹果公司            | iPhone 7和7 Plus (PRODUCT)RED特别版                                                               | Apple发布特别版(PRODUCT)RED iPhone 7和iPhone 7 Plus，在Apple官网，Apple Store和其他出售iPhone的移动运营商及零售商处有售。惟中国区在宣传上仅用“红色”描述，未提及与Product Red慈善事业的关系 | N/A                                                         | iPhone 7：128GB版$749，256GB版$849 iPhone 7 Plus：128GB版$869，256GB版$969 |
| 2018年4月13日  | 手機             | 蘋果公司            | iPhone 8 (8 Plus) (PRODUCT)Red Special Edition                                                    | 特別版(PRODUCT)RED iPhone 8和iPhone 8 Plus，2018年9月停止銷售。 | N/A                                                         | iPhone 8: 64GB:$599 256GB:$749 iPhone 8 Plus: 64GB:$699 256GB:$849         |
| 2018年9月12日  | 手機             | 蘋果公司            | iPhone XR (PRODUCT)Red Special Edition                                                            | iPhone XR 的(PRODUCT) Red版本。 | N/A                                                         | $749(64GB) $799(128GB) $899(256GB)                                         |
| 2019年5月28日  | MP3播放器        | 蘋果公司            | iPod touch (第7代)                                                                                | 第7代iPod touch的(PRODUCT) Red版本，詳情請見iPod touch (第7代)。 | N/A                                                         | $199(32GB) $299(64GB) $399(256GB)                                          |
| 2019年9月10日  | 手機             | 蘋果公司            | iPhone 11 (PRODUCT)Red Special Edition                                                            | iPhone 11 的(PRODUCT) Red版本。 | N/A                                                         | $699(64GB) $749(128GB) $849(256GB)                                         |
| 2020年4月15日  | 手機             | 蘋果公司            | iPhone SE (第二代) (PRODUCT)Red Special Edition                                                   | iPhone SE (第二代) 的(PRODUCT) Red版本。 | N/A                                                         | $399(64GB) $449(128GB) $549(256GB)                                         |
| 2020年9月18日  | 智慧手表         | 蘋果公司            | Apple Watch Series 6                                                                              | Apple Watch Series 6 的(PRODUCT) Red版本。 | N/A                                                         |                                                                            |
| 2020年10月23日 | 手機             | 蘋果公司            | iPhone 12                                                                                         | iPhone 12 的(PRODUCT) Red版本。 | N/A                                                         | $699(64GB) $749(128GB) $849(256GB)                                         |
| 2020年11月13日 | 手機             | 蘋果公司            | iPhone 12 Mini                                                                                    | iPhone 12 Mini 的(PRODUCT) Red版本。 | N/A                                                         |                                                                            |
| 2021年9月24日  | 手機             | 蘋果公司            | iPhone 13 / 13 Mini                                                                               | iPhone 13 / 13 Mini 的(PRODUCT) Red版本。 | N/A                                                         |                                                                            |
| 2021年10月15日 | 智慧手表         | 蘋果公司            | Apple Watch Series 7                                                                              | Apple Watch Series 7 的(PRODUCT) Red版本。 | N/A                                                         |                                                                            |
| 2022年3月18日  | 手機             | 蘋果公司            | iPhone SE (第三代) (PRODUCT)Red                                                                   | iPhone SE (第三代) 的(PRODUCT) Red版本。 | N/A                                                         |                                                                            |
| 2022年9月16日  | 智慧手表         | 蘋果公司            | Apple Watch Series 8                                                                              | Apple Watch Series8 的(PRODUCT) Red版本。 | N/A                                                         |                                                                            |
| 2022年9月16日  | 手機             | 蘋果公司            | IPhone 14                                                                                         | IPhone 14 的(PRODUCT) Red版本。 | N/A                                                         |                                                                            |
| 2022年10月7日  | 手機             | 蘋果公司            | iPhone 14 Plus                                                                                    | iPhone 14 Plus 的(PRODUCT) Red版本。 | N/A                                                         |                                                                            |

## 争议
- 2017年3月21日，中国大陆媒体《环球时报》在其微信公共号推送的新闻中，对苹果公司新推出的iPhone 7和7 Plus (PRODUCT)RED特别版进行了报道，同时对人们称(PRODUCT)RED特别版为“中国红”的现象做出了批评。该新闻对苹果公司在中国大陆发售的红色iPhone，宣传时没有“(PRODUCT) RED”标识的原因进行了猜测，称一个原因是 RED 基金会宣传分裂势力——2016年7月7日， RED 在一个被中国大陆封锁的社交网站Instagram发帖祝达赖生日快乐。对此，《环球时报》对 RED 评论道，“真正决定性质的，是金钱支持以及宣传分裂势力这种实质性的行动。”[13]但也有观点认为，由于《中华人民共和国境外非政府组织境内活动管理法》规定禁止境外非政府组织从事募捐等活动，所以苹果公司为了避免法律风险而省略基金会品牌头衔。[14]

### 引用
1. ↑  Global Business Coalition (2006年1月27日). Ethical shopping: The Red Revolution - 於2007年1月4日檢索，來自businessfightsaids.org （页面存档备份，存于）
2. ↑  .   [2006年10月29日]. （原始内容 (HTML、DOC)存档于2007年3月11日）.
3. ↑  . Store.apple.com.   [2013-04-07]. （原始内容存档于2008-02-18）.
4. ↑  . Microsoft.com.   [2015-05-06]. （原始内容存档于2008-01-27）.
5. 1 2 3  . Apple.com.   [2015-05-06]. （原始内容存档于2012-08-11）.
6. ↑  . RED. 2015-10-25  [2016-11-23]. （原始内容存档于2015-10-25）.
7. ↑  . Store.apple.com.   [2015-05-06]. （原始内容存档于2013-06-03）.
8. ↑  . RED. 2015-03-26  [2016-11-23]. （原始内容存档于2015-03-26）.
9. ↑  . RED. 2015-10-23  [2016-11-23]. （原始内容存档于2015-10-23）.
10. ↑  Rao, Leena. . TechCrunch. 2014-02-19  [2016-02-19]. （原始内容存档于2016-03-02）.
11. ↑  . Apple. 2017-03-21  [2017-03-21]. （原始内容存档于2017-03-21）.
12. ↑  Lovejoy, Ben. . 9to5Mac. 2017-03-22  [2017-03-24]. （原始内容存档于2017-03-23） （英语）.
13. ↑  . 环球时报. 2017-03-23  [2017-03-25]. （原始内容存档于2017-03-23）.
14. ↑  . digi.tech.qq.com.   [2017-10-23]. （原始内容存档于2017-10-23） （中文（中国大陆））.

### 外部連結
- "Bono bets on Red to battle Aids（页面存档备份，存于）" - Tim Weber，2006年，英國廣播公司，於2006年2月26日檢索
- Product Red FAQ - 於2006年2月26日檢索
- Product Red Fact Sheet - 於2006年2月26日檢索
- - 於2006年2月26日檢索
- 摩托羅拉新聞稿 - 於2006年5月15日檢索

## 請參閱
- 動機行銷
- 全球基金

## 外部連結

### 官方鏈接
- Joinred.com - 官方網站
- Product Red的MySpace主頁
- 全球基金網站上的Product Red頁面
- Product (RED)總裁的簡報 USF MBA Podcast，2007年2月25日

### 批評
- Shopping is Not Sharing（页面存档备份，存于） CBS News，2006年10月17日
- Caught Red-handed（页面存档备份，存于） CBC News，2006年10月23日
- Why the new Amex card makes me see red（页面存档备份，存于） Spiked Online，2006年9月28日
- Costly Red Campaign Reaps Meager $18 Million（页面存档备份，存于） Advertising Age，2007年3月5日
- Does Shopping for a Good Cause Really Help? Newsweek，2007年3月14日

### 其他鏈接
- Report on the Private Sector and Product Red（页面存档备份，存于）
- http://www.apple.com//product-red/（页面存档备份，存于）